# 江宏傑
江 宏傑（ジャン・ホンジェ、Chiang Hung-Chieh、こう・こうけつ、 1989年2月22日 - ）は、台湾の男性卓球選手。台湾新竹市出身。長栄大学、中国文化大学卒業。合作金庫銀行卓球隊所属。最高世界ランク男子ダブルス1位。U21男子シングルス4位。Jr.男子シングルス2位。2016リオデジャネイロ五輪出場。ワールドカップ台湾団体戦初の銀メダリスト。世界卓球選手権男子団体台湾初のメダル（銅）に貢献。グランドファイナルU21男子シングルス台湾初の金メダリスト。世界ジュニア選手権（台湾初）、ユニバーシアード男子ダブルスの世界チャンピオン。東アジア、ジュニアサーキットファイナル台湾初のシングルスメダリスト。世界ジュニアサーキットで台湾初の最多優勝者。
新竹市北区民富国民小学、国立台南第一高級中学

## 人物
1989年2月22日、台湾新竹市出身。新竹市北区民富国民小学、国立台南第一高級中学、長栄大学、中国文化大学卒業。合作金庫銀行卓球隊所属。
2003年にチャイニーズ・タイペイ（中華台北）ジュニア代表に選出され、その年の世界ジュニア卓球選手権（チリ・サンティアゴ (チリ)）では男子団体で2位となっている。また2006年の国際卓球連盟（ITTF）ワールドジュニアサーキットファイナル（セルビア・ヴルシャツ）では、松平健太（日本）に決勝で勝利し、ファイナルチャンピオンとなっている。
チャイニーズ・タイペイシニア代表に上がってからは苦戦が続いたが、2014年の第52回世界卓球選手権団体戦（日本・東京）では準決勝に進み、中華人民共和国に敗れて決勝へ行けなかったが3位扱いとなり銅メダルを獲得した。
2016年リオデジャネイロオリンピックではチャイニーズ・タイペイ代表として男子卓球団体戦に出場した。
2016年9月、日本の卓球選手・福原愛と結婚、11月より日本のビールメーカーアサヒビールのアサヒスーパードライのCMに夫婦で出演。
2017年、日本卓球リーグ2部の琉球アスティーダに2年契約で加入。
2021年7月8日、福原愛との離婚が成立したことが発表された。

## 出演作品

### バラエティ番組
- 2020年〜2022年 全明星運動會 第一季〜第四季
- 2023年 可可樹下的奇幻小店[13]
- 2024年 全員請上車[14]
- 2024年 廚師的迫降：客家廚房[15]

### CM/イメージキャラクター
- 2023年 アベンヌ
- 2023年 台湾運動産業博覧会[16]
- 2024年 西堤牛排 「熱血我敢 全民揪捐血」[17]
- 2024年 Taiwan Can Help國際援助發展成果展 「台灣愛的、世界愛的」[18]

## 慈善活動
- 2023年 忠義社會福利事業基金會 「蒲公英寶寶助養計畫」[19]